# Шурук
Шуру́к (ивр. שׁוּרוּק, שׁוּרֻק‎) — буква вав с внутристрочной точкой, обозначающая звук [u]. Точка шурука внешне абсолютно идентична отличающимся грамматическим значением дагешу и маппику, однако в полностью огласованном тексте их практически невозможно спутать: сам шурук обозначает гласный звук, поэтому если буква перед вавом не имеет собственного знака гласного, то вав с точкой — это шурук, а в остальных случаях это вав с дагешем. Например, в слове «מְגֻוָּן» (разнообразный, без огласовок — «מגוון») используется вав с дагешем, тогда как в слове «מִגּוּן» (защита, без огласовок — «מיגון») — шурук. Маппик же в современном иврите используется только с буквой хе (ה), в Библии он иногда употребляется с алефом (א), и только в некоторых библейских рукописях он употребляется с буквой вав, например, в слове «גֵּוּ» (туловище, в современном иврите пишется как «גֵּו»).

## Произношение

Слева изображён шурук, справа буква бет с куббуцем

В библейском иврите шурук и куббуц могли обозначать один и тот же звук, и когда библейские рукописи огласовывались, куббуц просто использовался там, где буква вав не писалась. Хотя исследователями предлагались и другие версии, наиболее распространёнными являются предположения о том, что знаки обозначали гласные разной долготы, причём шурук обозначал более долгий звук, или что знаки указывали на различающиеся звуки, причём шурук обозначал менее огубленный гласный, хотя это является предметом споров. Возможно также, что библейский иврит имел несколько разновидностей звука /u/, которые не были последовательно обозначены в письменном языке.
Шурук обычно считается обозначением реконструированного прасемитского длинного звука /uː/ (ū), хотя, скорее всего, в Библии он обозначается куббуцем в случаях, когда вав не пишется.
В современном иврите оба знака обозначают звук [u], который транслитерируется как «u». При записи без огласовок звук /u/ всегда обозначается буквой вав, которая в этом случае считается матер лекционис.